# Слеклайн

Слеклайн у Києві

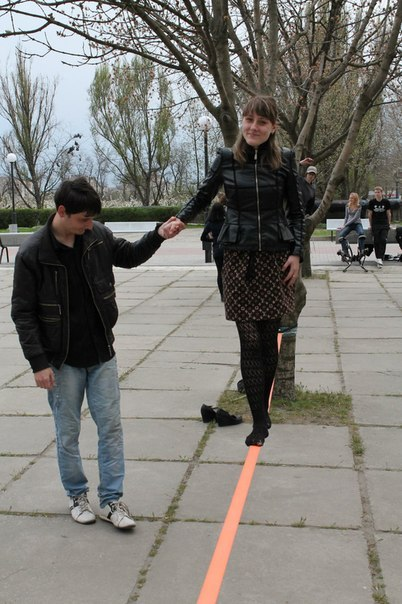

Слеклайн — вид спорту/активного відпочинку, який означає ходіння по натягнутій стропі. З розвитком умінь ходіння переходить у біг, стрибки та інші акробатичні трюки. Слеклайн є гарним способом тренування рівноваги та концентрації, що може згодитися у різних спортивних дисциплінах.

## Триклайн/Лоулайн

Slackliner, Vienna, Austria, 2010.

У триклайні/лоулайні (tricklining/lowlining) стропа розташовується на невеликій висоті над землею чи водою. Найчастіше загальну назву слеклайн відносять до цього виду.

## Вотерлайн
Вотерлайн (waterlining) це звичайний слеклайн над поверхнею води. Останній час стає все популярнішим, особливо в літній час.

## Хайлайн
Хайлайн (highlining) це вид слеклайну, коли стропа натягнута високо над землею або водою. Для цього виду необхідно використовувати страховку.

## Історія слеклайну
Історія слеклайну почалася в долині Йосеміт (Каліфорнія) на початку 80-х, де Адам Гросовский та Джеф Еллінгтон ходили по огороджувальних ланцюгах на парковці. Прогрес не стояв на місці — у діло пішла стропа. Ідея швидко поглинула скелелазів долини, а потім розповсюдилась по світу.

## Світові рекорди

### Найвищий хайлайн
Рекорд найвищого хайлайну був встановлений Кристіаном Шоу(Christian Schou) 3 серпня 2006 у місті К'єраг, Норвегія. Висота склала 1000 метрів.

### Найдовший слеклайн
Найдовший слеклайн довжиною 203 метри був пройдений 16 березня 2009 Стефаном Джунханом(Stefan Junghannß) з Дрездену, Німеччина.
Стефан побив свій власний 171-метровий рекорд встановлений 1 липня 2008.